# ME:Iの夢みたい!
『ME:Iの夢みたい!』（ミーアイのゆめみたい!）は、Leminoで配信されていたME:Iのバラエティ番組である。

## 概要
2024年2月12日、Lemino公式YouTubeチャンネルにて生配信された『日プ沼延長線!生配信でまだまだ語り尽くすぞSP』で、同年2月末よりLeminoにてME:I初の冠番組が配信されることが発表。番組タイトルや番組内容等の詳細は2月27日に発表、ME:Iメンバーたちに冠番組決定を知らせたシーンを収めた『エピソード0』が2月29日に配信された。
番組ではメンバーたちの願いを叶えるご褒美企画や、1人ひとりのデビュー公約が実行されるほか、レコーディング、ミュージックビデオ撮影などの模様も届けられる。全6回配信。

## 出演者
- ME:I
  - 加藤心
  - 櫻井美羽
  - 笠原桃奈
  - 石井蘭
  - 飯田栞月
  - 高見文寧
  - 清水恵子
  - 佐々木心菜
  - 村上璃杏
  - 山本すず
  - 海老原鼓

## 配信日程・内容
| ME:Iの夢みたい! 配信日程 | ME:Iの夢みたい! 配信日程 | ME:Iの夢みたい! 配信日程 | ME:Iの夢みたい! 配信日程 |
| 回                       | 放送・配信日             | 配信分数                 | 内容 |
| ------------------------ | ------------------------ | ------------------------ | --- |
| エピソード0              | 2024年02月29日           | 5分                      | ME:Iメンバーに冠番組決定を知らせる |
| 1                        | 2024年03月07日           | 40分                     | 石井蘭デビュー公約「メンバー11人で楽しくオシャレキャンプ!!」 櫻井美羽のやりたいこと「メンバーのみんなで料理作り」 山本すずのやりたいこと「メンバーにドッキリをかけたい」 清水恵子デビュー公約「ケイコのお悩み相談ラジオ」 |
| 2                        | 2024年03月14日           | 30分                     | 海老原鼓デビュー公約「パジャマパーティー」&ゲーム「ナニコノモンスター」 清水恵子デビュー公約「ケイコのお悩み相談ラジオ」（ゲスト：石井蘭、飯田栞月）                                                                      |
| 3                        | 2024年03月21日           | 34分                     | 村上璃杏のやりたいこと「ASMR」「これ何の音?クイズ」 佐々木心菜のやりたいこと「メンバーのみんなとホラー映画が見たい」 清水恵子デビュー公約「ケイコのお悩み相談ラジオ」（ゲスト：山本すず、海老原鼓）                       |
| 4                        | 2024年03月28日           | 49分                     | 飯田栞月のやりたいこと「メンバーみんなと遊園地に行きたい!」 加藤心デビュー公約でもある「メンバーといちご狩りに行きたい!」 清水恵子デビュー公約「ケイコのお悩み相談ラジオ」（ゲスト：村上璃杏、佐々木心菜）                |
| 5                        | 2024年04月04日           | 34分                     | 笠原桃奈のやりたいこと「メンバーみんなとお化け屋敷に行きたい!」 清水恵子デビュー公約「ケイコのお悩み相談ラジオ」（ゲスト：加藤心、高見文寧）                                                                              |
| 6                        | 2024年04月11日           | 38分                     | 高見文寧のやりたいこと「カップラーメンアレンジをしたい!」 清水恵子デビュー公約「ケイコのお悩み相談ラジオ」（ゲスト：笠原桃奈、櫻井美羽）                                                                                  |

## ロケ地
- ビジョングランピングリゾート山中湖（#1）
- 富士急ハイランド（#4 - #5）
- いちごランド 以志井農園（#4）

## スタッフ
- 構成 : 古賀文恵、下平文子
- CAM : 佐藤慎悟
- 音声 : 高野太樹
- 編集 : 塔尾公彦、荒井真平（以上『エピソード0』）、立木規之（#1）、徐健（#2）、田澤大樹（#3）、太田健二（#4）、渡部敦也（#5）、松崎行芳（#6）
- MA : 根津俊
- 音響効果 : 安原裕人
- 技術協力 : turn up、grasp、TOWER LAB.
- 撮影協力 : ビジョングランピングリゾート山中湖（#1）、yogibo（#2・#3）、一般社団法人日本ASMR協会（#3）、富士急ハイランド（#4、#5）、いちごランド 以志井農園（#4）
- 衣装協力 : VANNIE U、AUNT MARIE'S、SHAGGIE、idem、Ray BEAMS、RODEO CROWNS、OSEWAYA、me+em select（以上 #4、#6）
- AD : 首原颯
- AP : 浜武由衣、松原杏奈、石川直美
- ディレクター : 青木香澄（全放送回）、伊藤七海（エピソード0）、田中文香（#4 - #6）、山下真之介（#4、#6）
- 演出 : 柴田玲奈
- プロデューサー : 松本春樹、高橋くれあ、武石政人、齋藤慎一
- チーフプロデューサー : 崔信化、林𤋮爽、神夏磯秀
- 制作協力 : IVSテレビ制作
- 制作 : FANY Studio、吉本興業
- 製作著作：LAPONE GIRLS
- in Association with docomo